# محيط الأورال

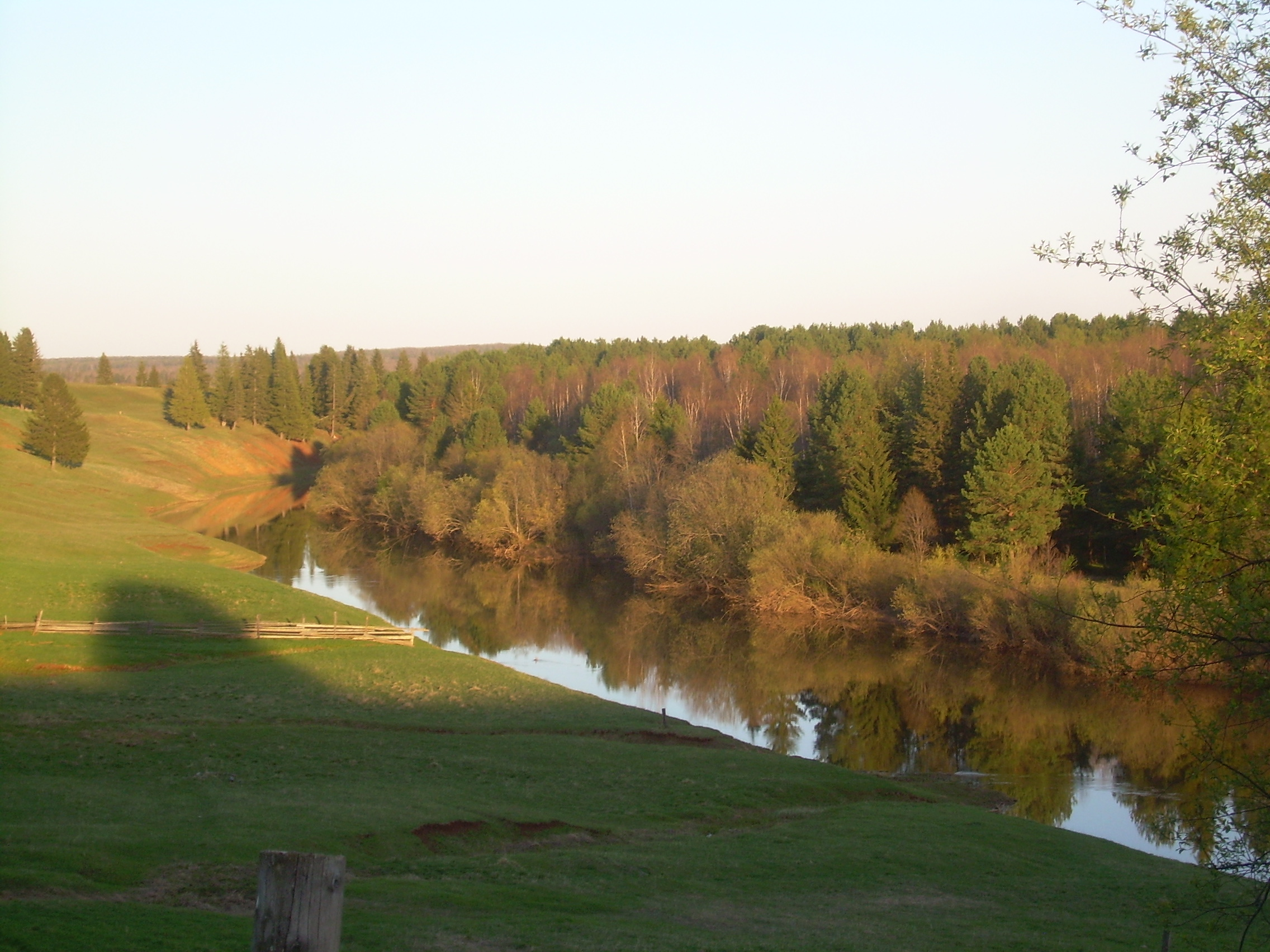
في كاما العليا (ادمورتيا)

محيط الأورال - الأجزاء الهامشية من سهول أوروبا الشرقية وغرب سيبيريا المتاخمة لجبال الأورال ‏.
على أراضي جبال الأورال، يوجد سهل بيشورا ‏ في الشمال، وكذلك نجد كامسكي العلوي ‏ ونجد بوغولمين-بلابيف ‏ في الجنوب. معظم جبال الأورال مغطاة بالغابات الصنوبرية (شجرة التنوب والصنوبر والشوح)، والتي يتم استبدالها في الجنوب بالغابات ذات الأوراق العريضة ( البلوط، الزيزفون، القيقب) . تنمو نباتات التندرا في أقصى الشمال، وتسود السهوب في أقصى الجنوب (محروثة في العديد من الأماكن).
توجد في الأورال حقول الرواسب  المعدنية ‏الكبيرة من الموارد المعدنية ‏ مثل النفط والغاز والفحم .

## منشورات
- Приуралье // Большая советская энциклопедия : [в 30 т.] / гл. ред. А. М. Прохоров. — 3-е изд. — М. : Советская энциклопедия, 1969—1978.